# Condé-Folie
Condé-Folie (picardisch: Conda-Folie) ist eine nordfranzösische Gemeinde mit 876 Einwohnern (Stand 1. Januar 2022) im Département Somme in der Region Hauts-de-France. Die Gemeinde liegt im Arrondissement Abbeville, ist Teil der Communauté d’agglomération de la Baie de Somme und gehört zum Kanton Flixecourt.

## Geographie
Condé-Folie liegt am linken Ufer der kanalisierten und von Teichen begleiteten Somme rund fünf Kilometer westnordwestlich von Picquigny an den Départementsstraßen D3 und D216, die Condé-Folie mit der am rechten Ufer der Somme gelegenen Gemeinde L’Étoile verbindet. Die Gemeinde wird auch von der Bahnstrecke von Amiens nach Abbeville durchzogen; der Bahnhof liegt unmittelbar westlich außerhalb des Gemeindegebiets in der unmittelbar anschließenden Nachbargemeinde Longpré-les-Corps-Saints. Zu Condé-Folie gehören die Gemeindeteile Le Haut de Condé und Folie. Nach Flixecourt am rechten Ufer der Somme führt eine aufgelassene Verbindungsbahn. Das Gemeindegebiet liegt im Regionalen Naturpark Baie de Somme Picardie Maritime.
| 1962 | 1968 | 1975 | 1982 | 1990 | 1999 | 2006 | 2018 |
| ---- | ---- | ---- | ---- | ---- | ---- | ---- | ---- |
| 875  | 904  | 798  | 778  | 798  | 816  | 851  | 917  |

## Sehenswürdigkeiten
- Soldatenfriedhof (Nécropole nationale) zwischen der Bahnstrecke und den Teichen im Tal der Somme mit 3342 Bestattungen aus dem Zweiten Weltkrieg (Gefallene der Schlacht von Amiens und der Schlacht bei Abbeville)

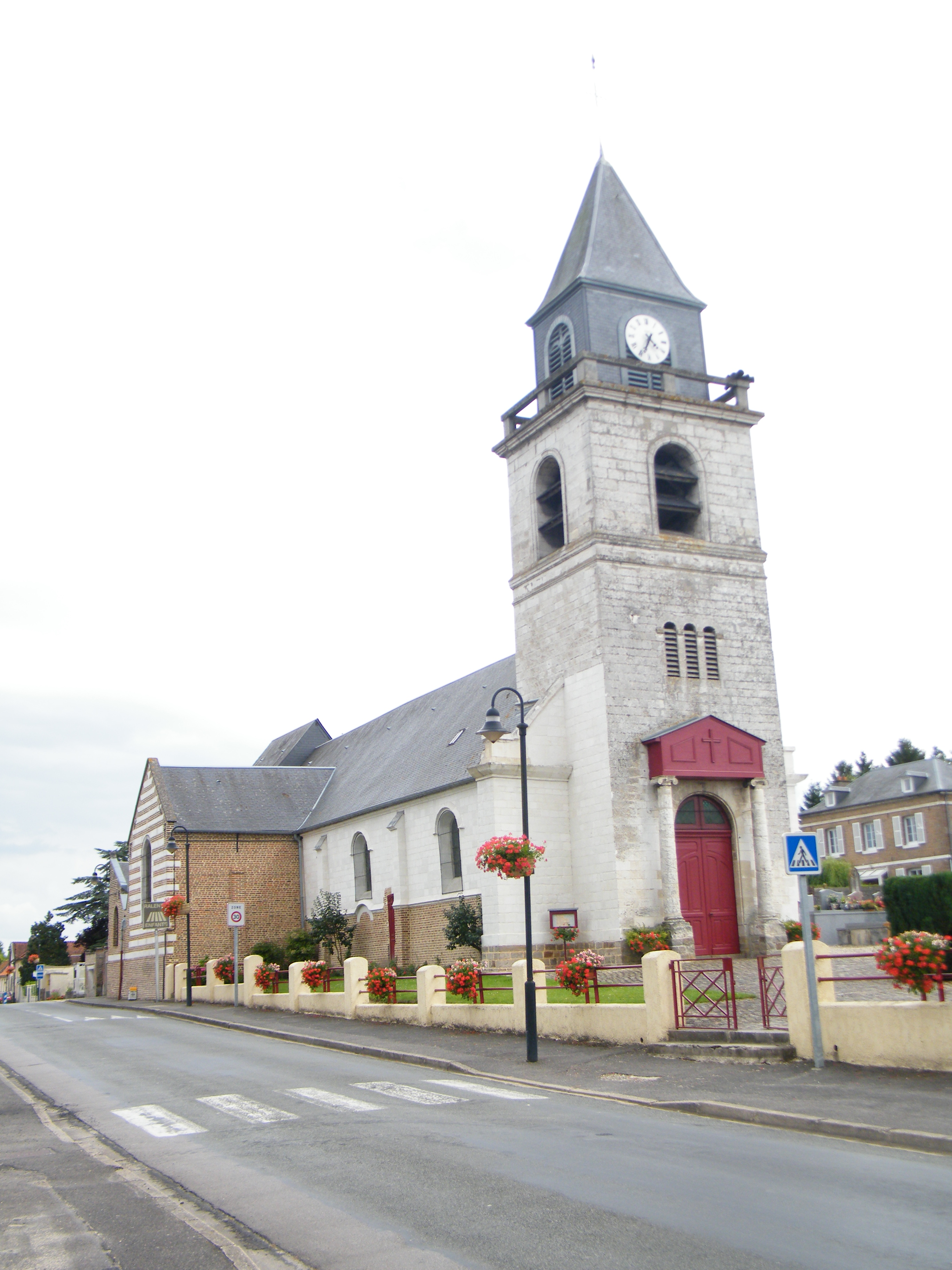
Kirche Notre-Dame in Condé-Folie
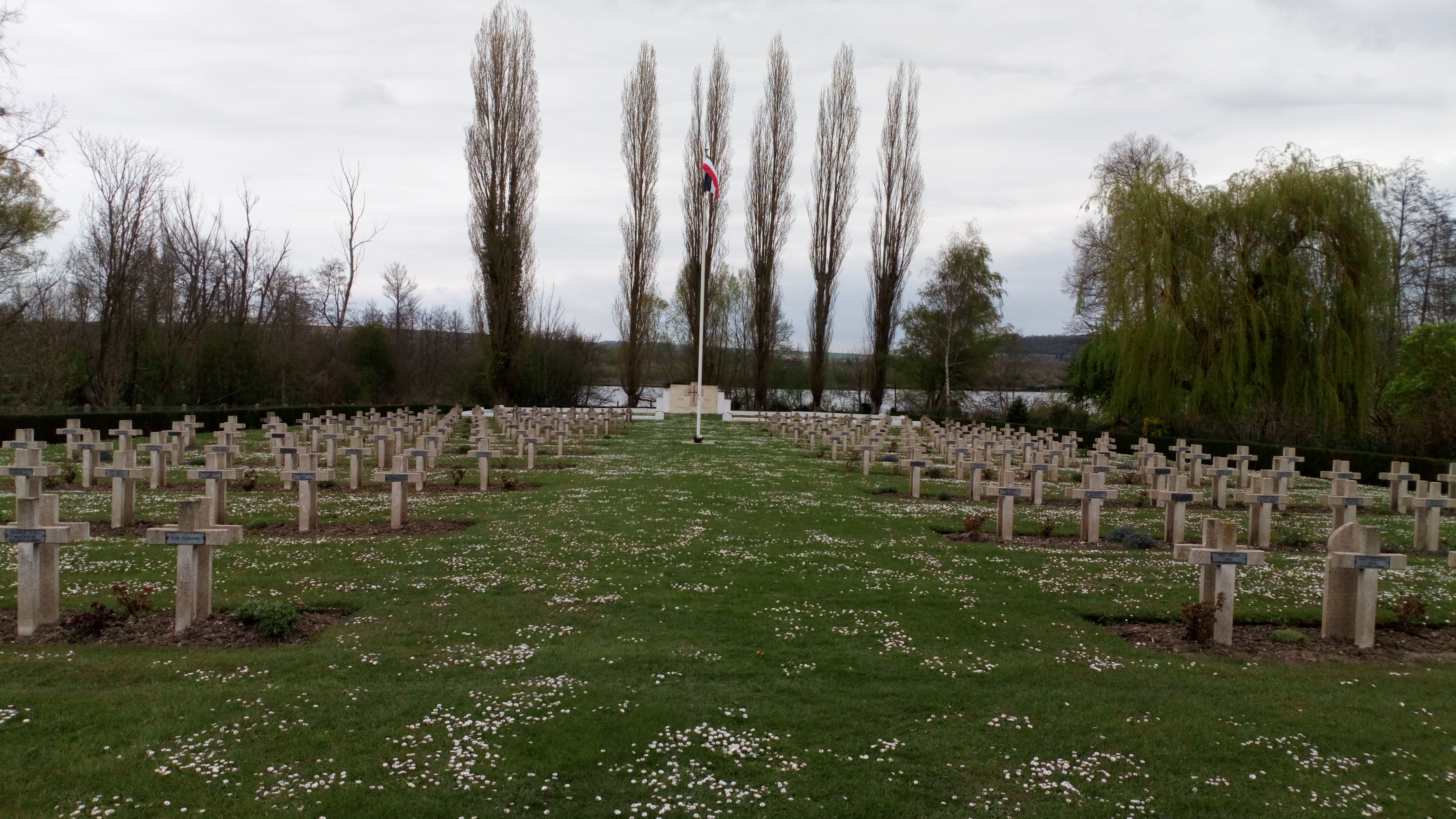
Soldatenfriedhof
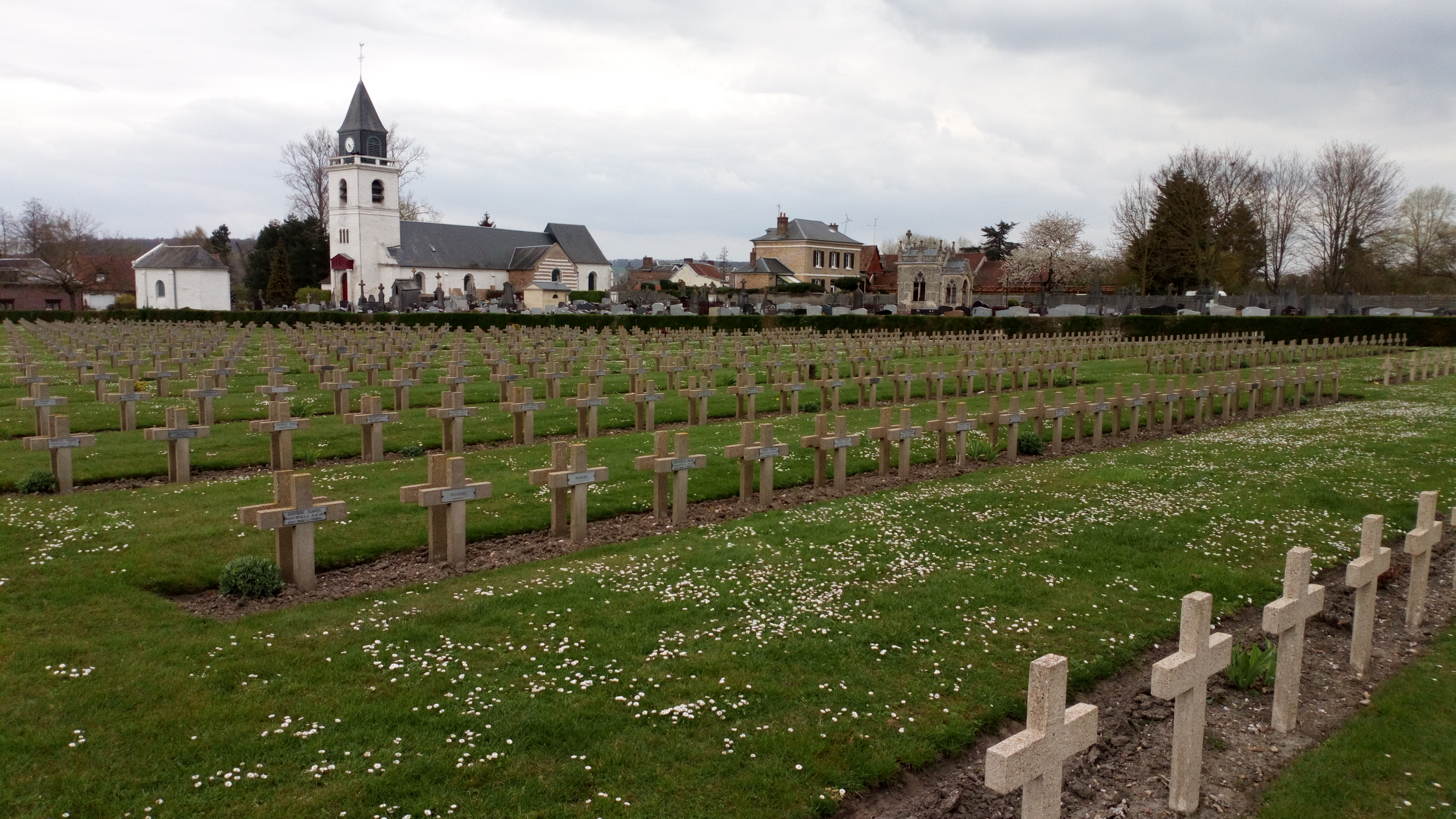
Soldatenfriedhof mit Kirche im Hintergrund
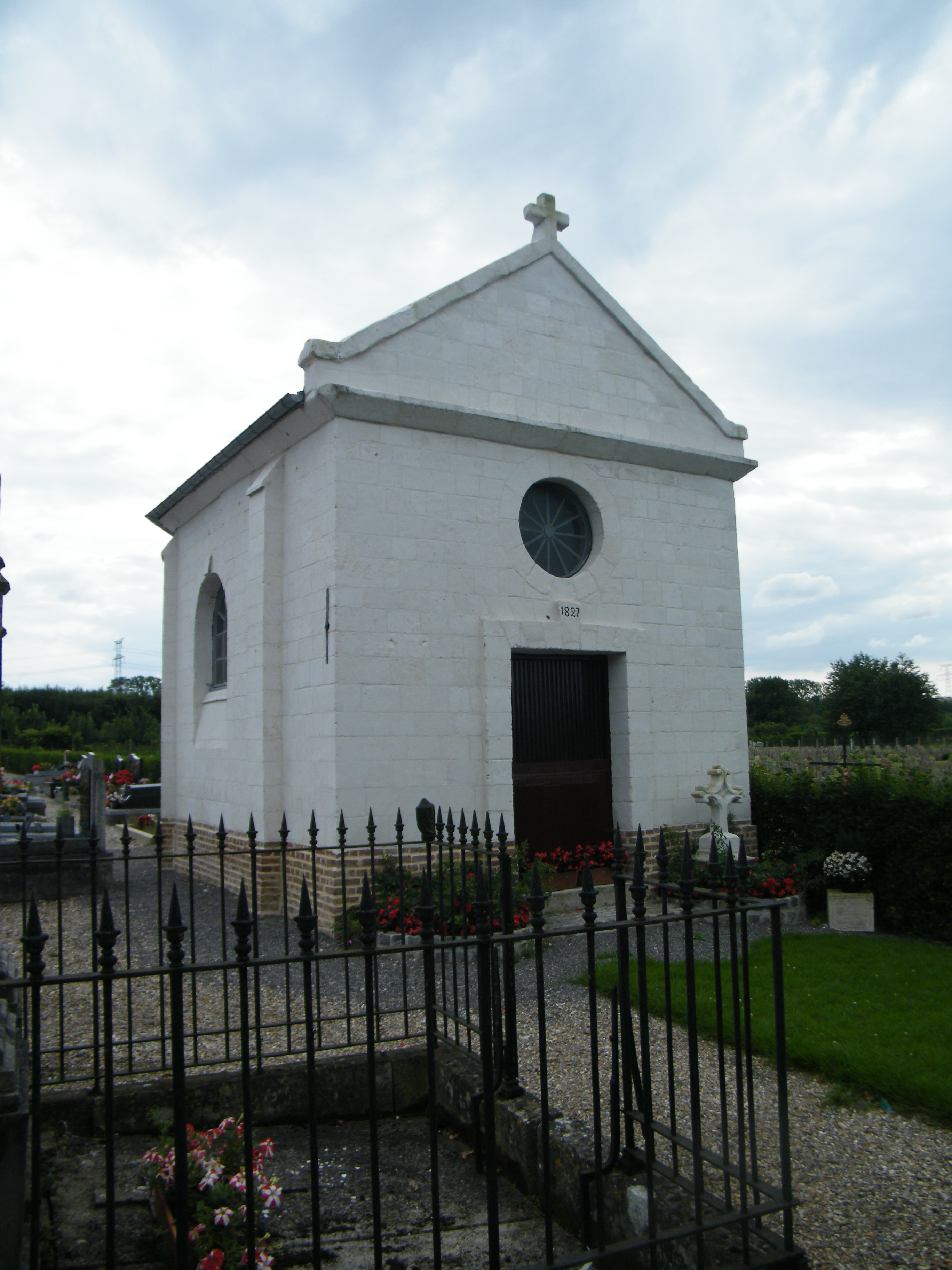
Chapelle de Liège auf dem Friedhof
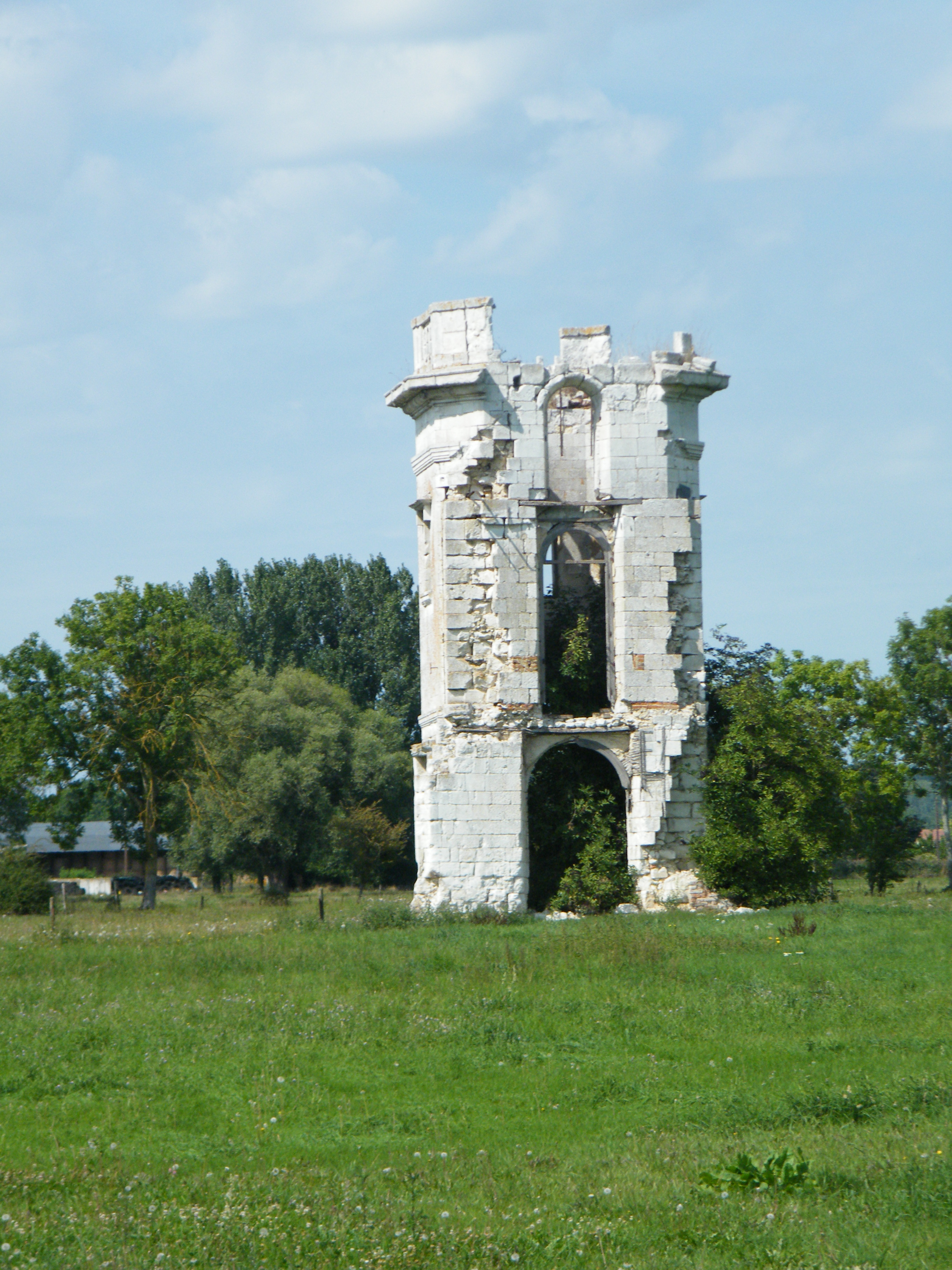
Ruine bei Condé-Folie